# Zack's Zoomer
Zack's Zoomer, född 22 mars 2014 på Brittany Farms i Versailles i Kentucky, är en amerikansk varmblodig travhäst. Han tränas av sin ägare Stefan Melander och körs oftast av Örjan Kihlström eller Per Lennartsson.
Han inledde karriären 2016 i Nordamerika. I december 2017 importerades han till Sverige av sin ägare Stefan Melander som ville ha honom i sin egen träning.
Han har till oktober 2019 sprungit in 2,8 miljoner kronor på 44 starter varav 15 segrar, 5 andraplatser och 3 tredjeplatser. Han har tagit karriärens hittills största segrar i Ina Scots Ära (2018) och Norrlands Grand Prix (2018).